# Октябрьский проспект (Псков)
Октябрьский проспект — улица в Пскове. Проходит через историческую часть города от площади Ленина до Вокзальной улицы. Одна из главных транспортных магистралей города.

## История

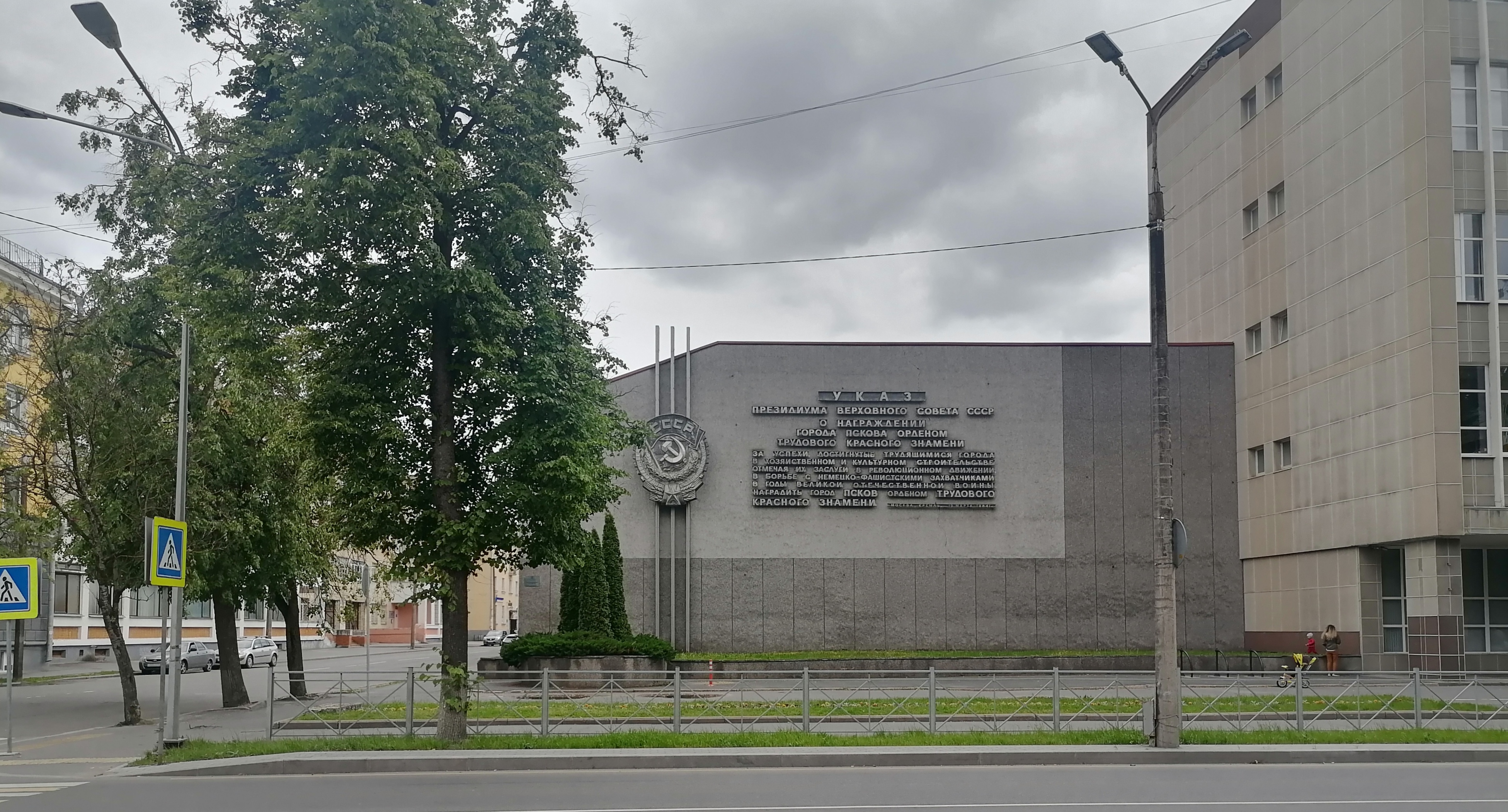
Мемориал «Указ Президиума ВС СССР о награждении Пскова орденом Трудового Красного Знамени»

Памятник «Два капитана»

Значение улицы как транспортной магистрали росло постепенно, достигнув заметного положения в XIX веке. В 1841 году было открыто проложенное по распоряжению российского императора Николая I Динабургское шоссе (ныне — трасса Санкт-Петербург—Киев). С открытием в 1863 году в Пскове железнодорожного вокзала движение по улице возросло ещё более.
Название улице — Сергиевская — она получила в конце XVIII века по церкви Сергея Радонежского (Сергия с Залужья), ныне находящейся во дворе д. 15 по Октябрьскому проспекту. Заканчивалась улица в районе современного Летнего сада, далее имела продолжением Кахановский бульвар.
В феврале 1914 года по улице прошёл электрический трамвай (вторая очередь).
В советское время улица получила название Октябрьская, Кахановский бульвар стал Пролетарским. В 1959 году улица и бульвар были объединены в единую транспортную магистраль — Октябрьский проспект.
21 ноября 1988 года на углу с Гражданской улицей открыт бронзовый бюст академику И. К. Кикоину.
22 июля 1995 года в сквере перед областной библиотекой открыт памятник «Два капитана».

## Достопримечательности
- д. 5 — Церковь Василия Великого на Горке
- д. 9 — Церковь Святой Великомученицы Анастасии Узорешительницы (Псков)
- д. 27 — заводоуправление Штейна
- д. 30а — дом Кербера
- д. 42 — дом Г. Ф. Станкевича
- д. 46 — дом Ильяшева
- Памятник «Два капитана»
- Бронзовый бюст И. К. Кикоина

## Известные жители
- д. 12 — А. А. Гессе

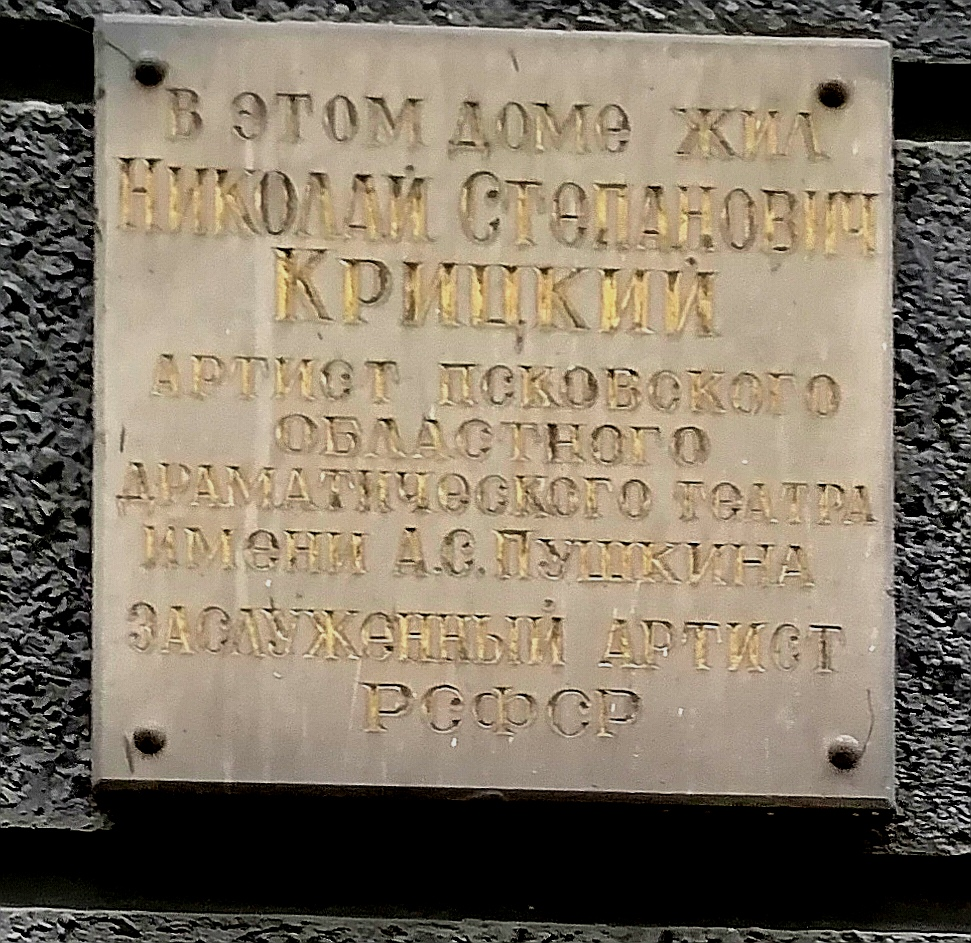
Советская ул., 15

- д. 14 — Ю. П. Спегальский, Музей-квартира[4]
- д. 15 — Н. С. Крицкий (мемориальная доска)
- д. 22 — С. А. Векшинский
- д. 29 — С. О. Давтян (мемориальная доска)[5]
- д. 40 — В. П. Смирнов (мемориальная доска)
- д. 42 — Г. И. Пяткин (мемориальная доска)[6]